# زلفانة
زلفانة بلدية تقع في دائرة زلفانة بولاية غرداية وتدعى كذلك بمدينة الحمامات المعدنية وذلك لوجودها في المنطقة، كما تعتبر مدينة سياحية يقصدها السياح من كل أنحاء الوطن وخارجه لتعدد فوائدها العلاجية مثل الأمراض الجلدية والروماتيزم وغيرها، كما تمتاز بواحات النخيل المثمر بكافة أنواعها على رأسها دقلة نور والغرس وغيرها، وقد شهدت تطوراً منذ نشأتها كبلدية سنة 1984م، كما أنها تعتمد على السياحة كجزء مهم من دخلها.

## المناخ
يظهر الجدول التالي التغييرات المناخية على مدار السنة لزلفانة:
| البيانات المناخية لـزلفانة        | البيانات المناخية لـزلفانة | البيانات المناخية لـزلفانة | البيانات المناخية لـزلفانة | البيانات المناخية لـزلفانة | البيانات المناخية لـزلفانة | البيانات المناخية لـزلفانة | البيانات المناخية لـزلفانة | البيانات المناخية لـزلفانة | البيانات المناخية لـزلفانة | البيانات المناخية لـزلفانة | البيانات المناخية لـزلفانة | البيانات المناخية لـزلفانة | البيانات المناخية لـزلفانة |
| الشهر                             | يناير                      | فبراير                     | مارس                       | أبريل                      | مايو                       | يونيو                      | يوليو                      | أغسطس                      | سبتمبر                     | أكتوبر                     | نوفمبر                     | ديسمبر                     | المعدل السنوي              |
| --------------------------------- | -------------------------- | -------------------------- | -------------------------- | -------------------------- | -------------------------- | -------------------------- | -------------------------- | -------------------------- | -------------------------- | -------------------------- | -------------------------- | -------------------------- | -------------------------- |
| متوسط درجة الحرارة الكبرى °م (°ف) | 16.7 (62.1)                | 19.5 (67.1)                | 22.8 (73.0)                | 28.5 (83.3)                | 32.8 (91.0)                | 38.5 (101.3)               | 42.7 (108.9)               | 41.6 (106.9)               | 35.5 (95.9)                | 28.4 (83.1)                | 21.2 (70.2)                | 17.4 (63.3)                | 28.8 (83.8)                |
| المتوسط اليومي °م (°ف)            | 10.4 (50.7)                | 12.8 (55.0)                | 15.8 (60.4)                | 20.7 (69.3)                | 24.8 (76.6)                | 30.3 (86.5)                | 33.8 (92.8)                | 33.0 (91.4)                | 28.3 (82.9)                | 21.5 (70.7)                | 15.0 (59.0)                | 11.2 (52.2)                | 21.5 (70.6)                |
| متوسط درجة الحرارة الصغرى °م (°ف) | 4.2 (39.6)                 | 6.2 (43.2)                 | 8.9 (48.0)                 | 12.9 (55.2)                | 16.9 (62.4)                | 22.1 (71.8)                | 25.0 (77.0)                | 24.5 (76.1)                | 21.2 (70.2)                | 14.7 (58.5)                | 8.9 (48.0)                 | 5.1 (41.2)                 | 14.2 (57.6)                |
| الهطول مم (إنش)                   | 7 (0.3)                    | 4 (0.2)                    | 9 (0.4)                    | 5 (0.2)                    | 3 (0.1)                    | 2 (0.1)                    | 1 (0.0)                    | 1 (0.0)                    | 4 (0.2)                    | 6 (0.2)                    | 8 (0.3)                    | 7 (0.3)                    | 57 (2.3)                   |
| المصدر: climate-data.org          |                            |                            |                            |                            |                            |                            |                            |                            |                            |                            |                            |                            |                            |

## أحياؤها
من بَعض أحيائها :
1. حي المجاهدين.
2. حي الشهيد دهان.
3. حي الشهيد عمير عيسى (حي أربعين مسكن).
4. حي الواد.
5. حي 206.
6. حي النصر 108.
7. حي حاسي النور.
8. حي 05 جويلية.
9. حي القويفلة.
10. حي الشهيد هواري (70 مسكن اجتماعي)
11. حي المصالحة الوطنية 1
12. حي المصالحة الوطنية 2
13. حي 20 مسكن اجتماعي حضري